# Marga Bult
Marga Bult, född Marga Groeneveld 2 juli 1956 i Lattrop, också känd under artistnamnet Marcha, är en nederländsk sångerska och programledare.
Som 14-åring släppte Marga Bult sitt debutalbum Twee witte duiven 1970. Hon blev sedan utbildad sjuksköterska. Tillsammans med Marianne Wolsink, tidigare sångerska i gruppen Teach-In, bildade hon duon Tulip 1979. De hann endast släppa två singlar innan Bult blev utvald till att ersätta Gemma van Eick som sångerska i tjejgruppen Babe 1981, vilka sedan 1979 hade fått flera hits på de nederländska topplistorna. Tillsammans med Babe spelade hon in två album och 14 singlar och turnerade i Europa och Asien. Gruppen splittrades 1986. 
1987 utsågs hon till Nederländernas representant i Eurovision Song Contest 1987, som hölls i Bryssel. Under en uttagning, bestående av sex låtar, som arrangerades av det nederländska public servicebolaget NOS utsågs låten Rechtop in de wind till landets bidrag i Eurovision Song Contest. Hon slutade på en delad femteplats, tillsammans med Danmarks Anne Cathrine Herdorf, med 83 poäng. Efter tävlingen påbörjade Bult sin karriär som programledare och TV-presentatör och medverkade under 1990-talet i ett flertal program, främst för det regionala TV-bolaget TV Oost. Hon återvände till Eurovision Song Contest 1996 som Nederländernas taleskvinna i tävlingens omröstning.
Tillsammans med Sandra Reemer och Maggie MacNeal bildade hon trion Dutch-Diva’s år 2000. Med deras första album fick de en stor hit med låten From NY to La och de utsågs till ”bästa comebackgrupp” 2001. De tilldelades priset Gouden Driehoek 2003 för deras bidrag till gayscenen. Efter Sandra Reemers beslut att lämna trion 2005 lät Bult genomföra en turné med musikalen Diva's in nood tillsammans med Sjoukje Smit. Som Reemers ersättare lät man sångerskan Justine Pelmelay bli en del av trion, men hon drog sig tillbaka efter ett år för att kunna ägna sig åt sin familj. Dutch-Diva’s blev nu till en duo, bestående av Bult och MacNeal. De återupptog teateruppträdandet 2007 med musikalen De Zonnebloem och gruppen blev åter en trio i och med Gemma van Eicks inträde. Därutöver fortsätter Bult att uppträda som soloartist.